# Уго Леонардо Силва Сережо
Уго Леонардо Силва Сережо (порт. Hugo Leonardo Silva Serejo; 24 декабря 1985 года, Сан-Луис, Бразилия), более известный как Лео Силва (порт. Léo Silva), — бразильский футболист, выступающий за японский клуб «Нагоя Грампус». Играет на позиции опорного полузащитника.

## Карьера
Силва является воспитанником клуба УРТ, представляющего муниципалитет Патус-ди-Минас. В возрасте семнадцати лет он оказался во второй команде «Крузейро», оттуда в 2004 году для получения игровой практики отправился на несколько лет в «Ипатингу». Вместе с этим клубом он в 2005 году стал победителем Лиги Минейро. В 2006 году Лео вернулся в Крузейро и два сезона отыграл за первую команду, после чего вновь отправился в аренду. Сначала он год провёл в «Ипатинге», а в сезоне 2009 года играл за «Ботафого» под началом тренера Нея Франко, с которым уже работал в «Ипатинге». Вместе с «Ботафого» Силва стал обладателем Кубка Гуанабара 2009 года.
В начале 2010 года Силва покинул «Крузейро» и около полугода находился без клуба, пока не заключил контракт с «Американой», выступавшей в Серии B чемпионата Бразилии. В начале 2012 года Лео присоединился к клубу «Португеза Деспортос» и сразу стал одним из ключевых игроков. Он отыграл за сезон 36 матчей в Серии A, причём каждый раз выходил в стартовом составе, и проявил себя как один из лучших оборонительных игроков чемпионата. После завершения сезона Силва уведомил руководство «Португезы» о том, что намерен продолжить карьеру в Японии.
В декабре 2012 года Силва заключил контракт с японским клубом «Альбирекс Ниигата». Он сразу же освоился в Японии и в сезоне 2013 года был одним из лидеров команде, которая добилась лучшего результата в своей истории, заняв седьмое место в чемпионате. Среди всех игроков Джей-лиги Силва стал лидером по числу отборов. После этого Лео заключил с клубом новый контракт на пять лет. В 2014 году бразилец вошёл в символическую сборную Джей-лиги, три года подряд совершал больше всех отборов среди игроков лиги, а в 2016 году одним из японских спортивных изданий был назван лучшим легионером в истории чемпионата Японии, опередив соотечественника Дунгу. За четыре сезона в «Альбирекс Ниигата» Лео Силва сыграл 122 матча и забил 16 голов в Джей-лиге.
В декабре 2016 года Силва заключил контракт с другим японским клубом, «Касима Антлерс». В сезоне 2017 года он стал обладателем Суперкубка Японии, а в 2018 году помог своей команде выиграть Лигу чемпионов АФК. В первом финальном матче этого турнира Лео забил гол в ворота иранского «Персеполиса».

## Достижения
Касима Антлерс
- Победитель Лиги чемпионов АФК: 2018
- Обладатель Суперкубка Японии: 2017

Ботафого
- Обладатель Кубка Гуанабара: 2009

Ипатинга
- Победитель Лиги Минейро: 2005

Личные
- Включён в символическую сборную Джей-лиги: 2014